# 马尔讷代希
马尔讷代希（意为马尔讷的堤坝）是德国石勒苏益格－荷尔斯泰因州的一个市镇。总面积1.31平方公里，总人口338人，其中男性187人，女性151人（2011年12月31日），人口密度258人/平方公里。